# ماركو أنتونيو يون سوزا
ماركو أنتونيو يون سوزا (7 سبتمبر 1929 – 20 مايو 1970) هو قائد حركة 13 نوفمبر الثورية، وهي منظمة متمردة غواتيمالية شاركت في الحرب الأهلية التي دارت في البلاد. يزعم أن قُتل من قبل شرطة الحدود المكسيكية في تشياباس قرب الحدود الغواتيمالية، لكن هذا غير متفق عليه.
ذكر روبرت لامبرغ في عام 1972 أن يون كان يختبئ تحت الأرض في تلك المرحلة لبعض الوقت، خصوصا مع الوضع العام الذي يجعل المواجهة المسلحة مع قوات حرس الحدود أمرًا غير محتمل. ذكر جينو بيرينتي أيضا أن يون سوزا لم يمت على الإطلاق في أحد الاشتباكات المسلحة، ولكن في حادث سيارة في وسط غواتيمالا العاصمة.
شارك يون في الانتفاضة العسكرية ضد الرئيس ميغيل إيديغورس في 13 نوفمبر 1960. أب يون سوزا هو تاجر صيني، وتحت قيادته، اتخدت حركة 13 نوفمبر الثورية توجهاً ماويا. تلقى يون جزءاً من تدريبه العسكري في مدرسة الأمريكيتين.